# Nef de table
Pour les articles homonymes, voir Nef.

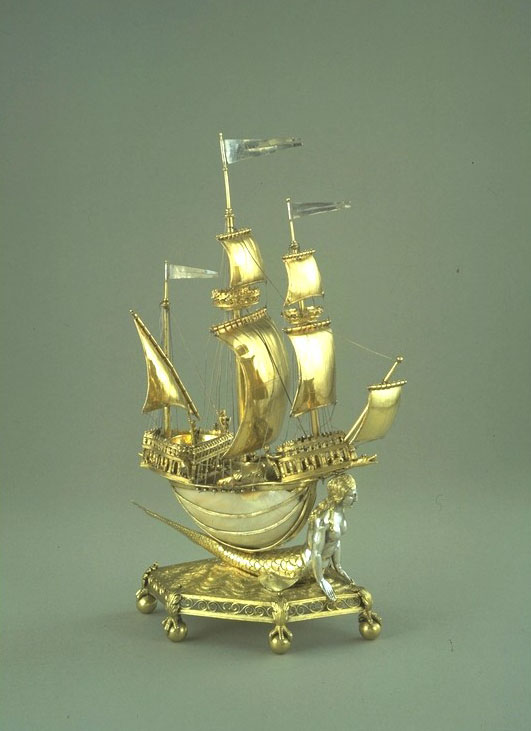
« Nef de Burghley » en vermeil, 1527-1528, France (Victoria and Albert Museum).

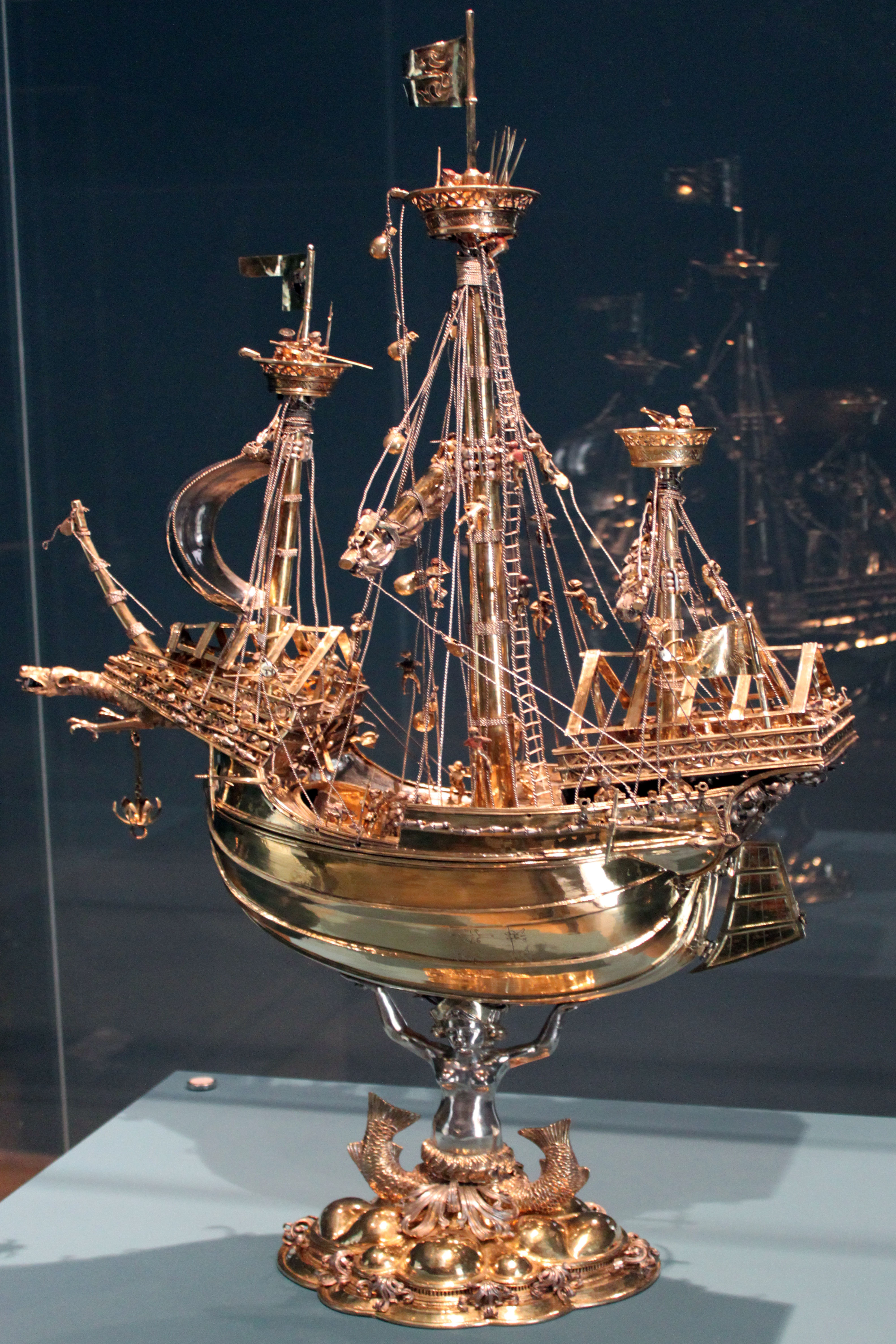
« Nef de Schlüsselfeld », 1503, Nuremberg (Germanisches Nationalmuseum).

Une nef de table est une pièce d'orfèvrerie en forme de navire qui trône sur la table d'honneur lors d'un banquet, faisant office de coffret. Elle est constituée d'un coffre figurant la coque du vaisseau et d'un couvercle formant le pont de ce bateau. Elle s'ouvre au moyen d’une clé et permet de ranger les couverts d'un prince ou d'un aristocrate (gobelet, tranchoir, serviette, cuillère et salière, cure-dents, coupelles contenant des épices précieuses et des « épreuves » servant de contrepoisons). La nef suit son propriétaire à chaque repas, même à l’extérieur.

## Histoire
Des nefs de table sont attestées en France dès 1239, elles sont constituées uniquement d'une coque et ne servent alors probablement qu'à boire. À partir du XVe siècle, elles sont en métal précieux et équipées de mâts. Lors des banquets, elles sont associées aux sculptures en sucre de type pièce montée (en Italie du XVe au XVIIIe siècle) et aux surtouts de table, appelés aussi centres de tables, apparus à la Renaissance chez certaines grandes familles désirant montrer leur richesse.
La nef de table est mentionnée comme faisant partie de la vaisselle de dignité par les règlements de 1578, 1582 et 1585 qui fondent l’étiquette française : la nef de table doit être apportée à la table d'honneur par le panetier. 

À partir du règne d’Henri II, la nef est parfois remplacée par un « cadenas », sorte de plateau dont l'un des côtés est muni de petits compartiments. Le « cadenas » trône sur le centre de table surtout au XVIe siècle et jusqu'au XVIIIe siècle.
À partir du XIXe siècle, le centre de table est occupé par le surtout de table, pièce d’orfèvrerie qui réunit sur la table salière, boîte à épices, huilier, vinaigrier, sucrier, vases, flambeaux ou girandoles et qui perd progressivement sa fonction utilitaire pour devenir un décor de table. Réalisé en orfèvrerie, en cristal, en biscuit ou en porcelaine, le surtout laisse sa place sous la Restauration au « service à dessert » (coupes à fruits en cristal travaillé, montées sur des pieds de différentes hauteurs en métal finement sculpté). Le centre de table au XXe siècle se veut moins ostentatoire : bouquets de fleurs, flambeaux.

## Notes et références

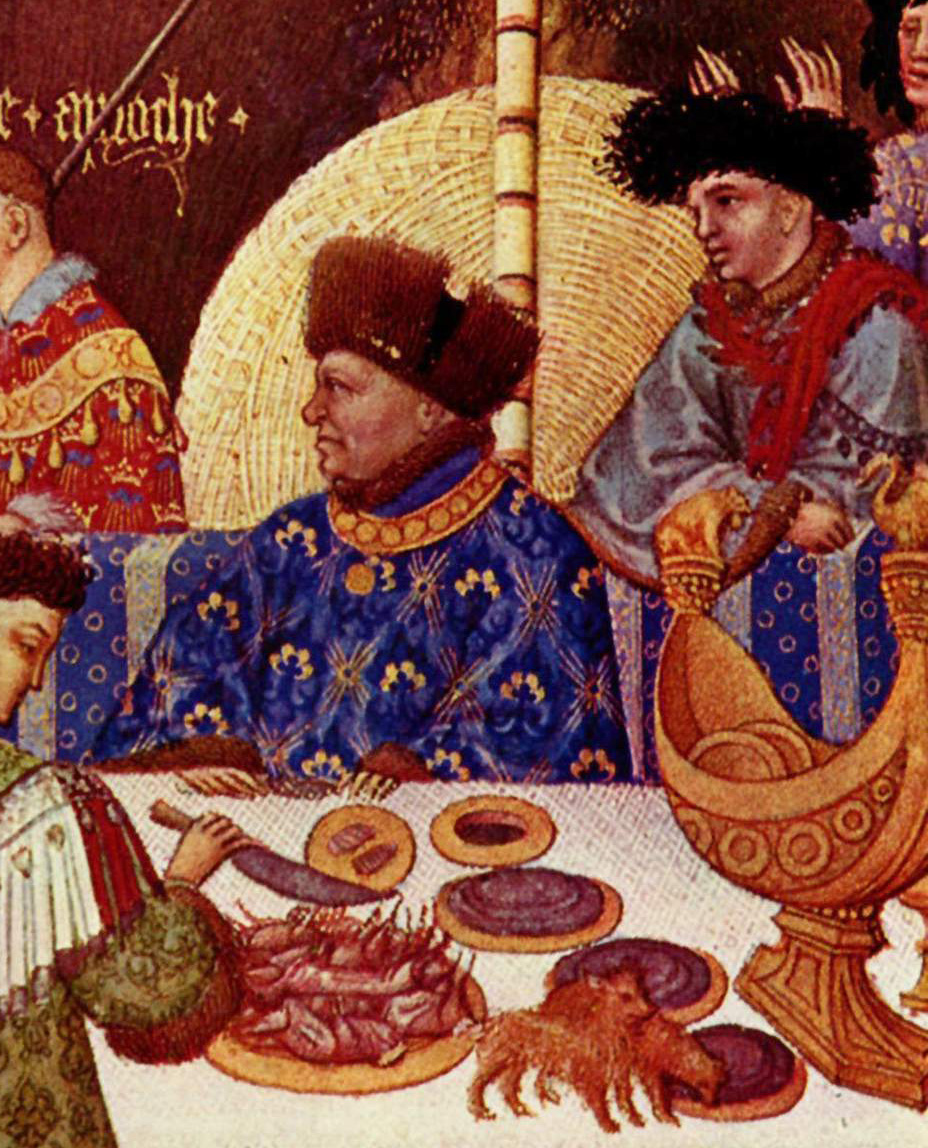
Calendrier du mois de janvier, tiré des Très Riches Heures du Duc de Berry : détail montrant la nef.
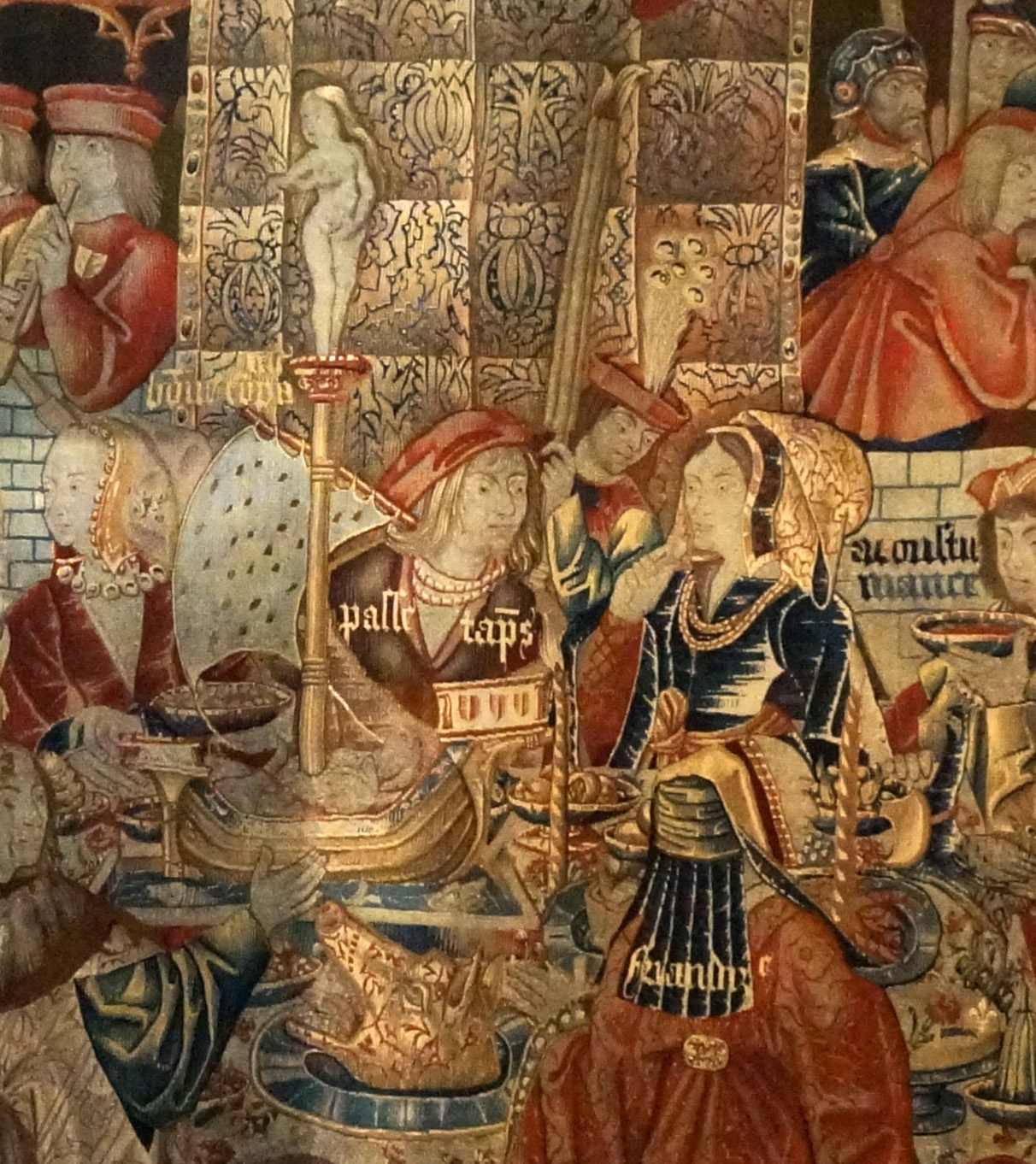
La nef de table en tapisserie de Tournais tiré de Repas de banquet, XVe siècle.